# Schistochila leucophylla
Schistochila leucophylla là một loài rêu trong họ Schistochilaceae. Loài này được (Lehm.) Stephani mô tả khoa học đầu tiên năm 1910.